# Albert Prouza
Albert Prouza (20. srpna 1939 Praha - 25. září 1995 Praha), byl jedním ze spoluzakladatelů Klubu angažovaných nestraníků (KAN) v roce 1968 a jedním z jeho obnovitelů v roce 1990.

## Život
Z „kádrových důvodů“ nebyl v 50. letech přijat na gymnázium, jako učeň Tesly Strašnice si postupně dálkovým studiem doplňoval vzdělání, až se stal inženýrem. Jako dělník se v roce 1968 stal předsedou přípravného výboru KAN v Tesle Strašnice a členem dělnické komise při celostátním přípravném výboru KAN.[zdroj⁠?!]
V roce 1990 byl jedním z obnovitelů KANu a jeho mluvčím. V dubnu vyšel v Respektu jeho článek KAN, OF a volby, na Republikovém sněmu KAN - OF 21. července 1990 vystoupil s projevem jako mluvčí Politické komise KAN. Podílel se také na přípravě Mezinárodní konference o zločinech komunismu s přípravným seminářem v únoru a konferencí 5.- 6. října 1991, s následující konferencí 7.- 8. listopadu 1992.[zdroj⁠?!]
V červnu 1992 byl poprvé hospitalizován s nemocí, která jej postupně upoutávala na lůžko. V říjnu 1992 vyšlo pod jeho redakcí, a s jeho úvodníkem, první číslo Zpravodaje KAN, jehož šéfredaktorem byl do roku 1993. V březnu 1993 byl i oficiálně jmenován tiskovým mluvčím KANu.
Na jaře a v létě 1995, když tehdejší vedení KANu usilovalo o spojení s KDS a ODS, se zasazoval o zachování samostatnosti KANu. Zemřel 25. září 1995, před rozhodujícím střetem na listopadovém sjezdu KANu ve Svitavách 18. listopadu 1995, kdy jeho spojenci prosadil samostatnost KANu.[zdroj⁠?!]
Byla po něm pojmenována Cena Alberta Prouzy, jedna z cen udělovaných Nadačním fondem angažovaných nestraníků (NFAN).
S manželkou Marií měl dvě dcery (*1967 a *1972).[zdroj⁠?!]